# Kotoko
KOTOKO (hiragana: ことこ, men hennes namn skrivs i Japan alltid med versala latinska bokstäver) är en J-popsångerska född 19 januari 1980, som har släppt fem album (tre associerade med Geneon och två med I've Sound).